# Noblesse britannique
 (décembre 2019).
Le contenu est difficilement compréhensible vu les erreurs de traduction, qui sont peut-être dues à l'utilisation d'un logiciel de traduction automatique.
La noblesse britannique désigne l'ensemble des personnes qui portent officiellement, dans le Royaume-Uni, un titre de noblesse. Elle se compose de deux classes qui répondent à des règles différentes ; les pairies (« haute noblesse ») et la landed gentry (« petite noblesse »). Les pairs (ou lords) sont les personnes détenant des titres de courtoisies ou honorifiques de duc, marquis, comte, vicomte et baron ; ces dignités des différentes pairies (pairie d'Angleterre, pairie d'Écosse, pairie d'Irlande, pairie de Grande-Bretagne, pairie du Royaume-Uni) constituent la nobility au sens strict. La landed gentry est assimilé à la noblesse terrienne, ses titres sont ceux de baronnet, chevalier et écuyer. Bien que la noblesse britannique soit très codifiée, elle peut parfois se révéler fastidieuse à cerner en raison de l'assimilation de la noblesse irlandaise et la noblesse écossaise qui possédaient certains titres spécifiques; ces pays étant autrefois indépendants avant qu'ils n'appartiennent au Royaume-Uni.

## Pairies

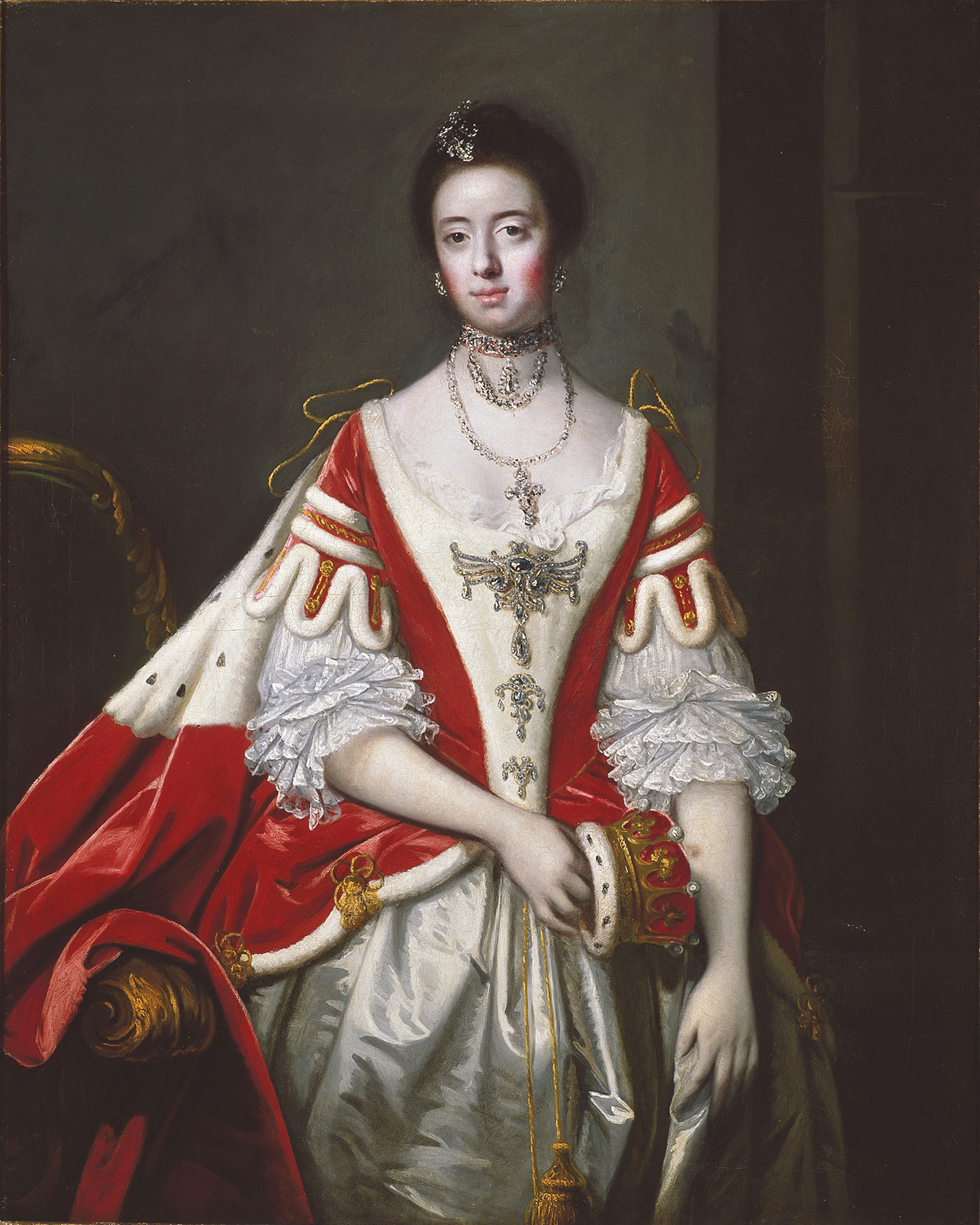
Frances-Catherine Nicholl, comtesse de Dartmouth.

L'histoire de la pairie britannique, un système de noblesse existant au Royaume-Uni, s'étend sur les mille dernières années. Les origines de la pairie britannique sont obscures, mais si les rangs de baron et comte sont peut-être antérieurs à la pairie britannique elle-même, les rangs de duc et marquis ont été introduits en Angleterre au XIVe siècle. Le titre de vicomte est venu plus tard, au milieu du XVe siècle. Les pairs ont été convoqués au Parlement, formant la Chambre des lords. L'union du royaume d'Angleterre (927-1707) et royaume d'Écosse (843-1707) formant le royaume de Grande-Bretagne en 1707, et ensuite du royaume de Grande-Bretagne (1707-1801) et du royaume d'Irlande (1542-1801) formant le Royaume-Uni en 1801, ont conduit successivement à la création de la pairie de Grande-Bretagne et plus tard de la pairie du Royaume-Uni, ainsi qu'à l'interruption des créations de pairs dans la pairie d'Angleterre et la pairie d'Écosse. Les pairs écossais et irlandais n’ont pas forcément le droit de siéger à la Chambre des lords, ils ont plutôt élu des pairs représentatifs parmi eux.
À la fin du XIVe siècle, ces titres ont commencé à être octroyés par décret et les droits ont également été hérités avec le reste d'un domaine sous le régime de la primogéniture. Des postes non héréditaires ont commencé à être créés à nouveau en 1867 pour les lords-juristes et en 1958 en général. En 1958, la loi sur les pairs à vie a permis à des pairs (non héréditaires) à vie de siéger à la Chambre des lords et, à partir de ce moment, la création de pairies héréditaires est rapidement devenue obsolète et a presque cessé après 1964. Ce n'est toutefois qu'une convention et Margaret Thatcher, ancienne Première ministre, a demandé à la reine de créer trois pairies héréditaires (deux d'entre elles, toutefois, pour des hommes sans héritier). Jusqu'aux changements intervenus au XXe siècle, seule une proportion des personnes ayant une pairie écossaise et une pairie irlandaise était autorisée à siéger à ce titre à siéger à la Chambre des lords ; ceux-ci ont été nommés par leurs pairs.
Jusqu'aux réformes du House of Lords Act 1999, la possession d'un titre de pair (sauf l'irlandais) conférait à son titulaire le droit de siéger à la Chambre des lords. Depuis lors, seuls 92 pairs héréditaires ont le droit de siéger à la Chambre des lords, dont 90 sont élus par les pairs héréditaires au scrutin secret et remplacés à la mort. Les deux exceptions sont le comte-maréchal (une position occupée par les ducs de Norfolk), qui est responsable de certaines fonctions cérémonielles lors d'occasions d'État, et le lord grand-chambellan (une position occupée de façon générale et par un certain nombre de personnes pouvant l'exercer), qui représente le monarque au Parlement et les accompagne à certaines occasions; les deux ont forcément le droit de siéger à la Chambre. En règle générale, ceux qui doivent hériter d'une pairie - ou l'ont d'ailleurs fait récemment - ont été scolarisés dans l'une des principales écoles publiques, telles que Eton ou Winchester College, dans la ville du même nom.

### Liste des pairies
Par ordre de préséance :
- Pairie d'Angleterre
- Pairie d'Écosse
- Pairie de Grande-Bretagne
- Pairie d'Irlande
- Pairie du Royaume-Uni

### Titres des pairies
Dans l'ordre décroissant :
| Titres                            | Prédicats                                               | Couronnes héraldiques |
| --------------------------------- | ------------------------------------------------------- | --------------------- |
| Duc [en anglais : «Duke»]         | Sa Grâce [en anglais :«His Grace»]                      |                       |
| Marquis [en anglais : «Marquess»] | Le Plus Honorable [en anglais : «The Most Honourable»]  |                       |
| Comte [en anglais : «Earl»]       | Le Très Honorable [en anglais : «The Right Honourable»] |                       |
| Vicomte [en anglais : «Viscount»] | Le Très Honorable [en anglais : «The Right Honourable»] |                       |
| Baron [en anglais : «Baron»]      | Le Très Honorable [en anglais : «The Right Honourable»] |                       |

### Privilèges des pairs
Les privilèges de la pairie sont l'ensemble des privilèges spéciaux appartenant aux membres de la pairie britannique. Il est distinct du privilège parlementaire, qui ne s'applique qu'aux pairs siégeant à la Chambre des lords et aux membres de la Chambre des communes, pendant que le Parlement siège et quarante jours avant et après une session parlementaire. Les privilèges ont été perdus et érodés au fil du temps. Le droit d'être jugé par d'autres pairs a été aboli en 1948. Selon l'avis juridique, le droit de ne pas être arrêté est extrêmement limité, voire inexistant. Les privilèges restant ne sont pas exercés et il a été recommandé officiellement en 1999 de les supprimer, sans qu'ils aient été officiellement révoqués. Trois privilèges seulement ont survécu au XXe siècle :
- l'absence d'arrestation en matière civile (mais non pénale) ;
- l'accès au Souverain pour le conseiller en matière étatique ;
- le droit d'utiliser des couronnes héraldiques et des supports pour leurs armoiries.

## Les voies d'accès à la noblesse
Les voies d'accès à la noblesse sont :
- Par récompenses militaires
  - la chevalerie
  - le service des armes
- Par anoblissement au mandat du monarque
- Par agrégation : c'est-à-dire dont roturiers s'intégrant à la noblesse aux alliances de seigneurie, fiefs de dignité (souvent par mariage)
- Par l'exercice de charges anoblissantes (tel que le mandat parlementaire)
- Par l'octroi ou l'achat d'une lettre de noblesse (la baronnetie par exemple)
- Par récompenses civiles.

### Titres écossais
Les titres de baron écossais ne sont pas rattachés à une pairie et ils sont donc classés comme des titres féodaux (c'est-à-dire attachés à une terre laquelle est vendable). Il ne sera jamais permis de dire ou de faire inscrire « lord… » (sans particule) car on pourrait penser qu'il s'agit d'un titre de la pairie, ce qui n'est pas le cas. Cependant l'appellation et le titre « baron de… », eux, sont autorisés.
Toutefois, le Lord Lyon, roi d'armes, a fait savoir qu'ils étaient bien les égaux des barons d'Europe continentale, puisque la plupart des titres en Europe ne sont pas des titres de pairs. Le baron féodal écossais équivaut donc au seigneur en France, au freiherr en Allemagne ou au señor en Espagne. De plus, le titre de baron féodal est porté avec le prédicat de « Much Honoured » (Le très honoré) avant le prénom ; qui sont un titre et une appellation réguliers et reconnus par la Couronne. Il est aujourd'hui, et à la suite de l'abolition de la féodalité, possible de l'acquérir en achetant la terre qui accorde ce titre. C'est d’ailleurs le seul et unique titre de noblesse au monde que l'on puisse aujourd'hui acheter et qui est reconnu en Grande-Bretagne comme titre de petite noblesse (titre de gentry).
Par ailleurs, les seigneurs de baronnies écossaises ne peuvent conformément porter leur titre de « baron de… » et les armes qui y sont associées, s'ils ne sont pas de nationalité britannique ou d'une nation du Commonwealth, conservant toutefois l'usage et la propriété de leur seigneurie.
De plus, les propriétaires de comté féodal écossais, ne peuvent pas se titrer « comte de… » car le Lord Lyon, roi d'armes, a fait savoir qu'ils n'étaient que « seigneur du comté de… » ou « lord de… » (avec la particule).

## Acquisition et décernement
Les titres de noblesses rattachés à une pairie sont décernés par le monarque britannique ; les titres inférieurs non-liés à la pairie, mais à une terre, peuvent être portés de droit en acquérant la dite-terre (comme avec les baronnies écossaises, qui constituent par ce biais d'acquisition la seule exception de nos jours).
Les titres de noblesse au Royaume-Uni restent héréditaires et les seuls titres conférés aujourd'hui sont des titres de pair à vie.

## Landed gentry
La landed gentry (ou noblesse terrienne) est, selon les coutumes de la première société britannique moderne, le groupe d'individus qui n'a pas à travailler pour gagner leur vie. Leurs revenus peuvent provenir des loyers de leurs propriétés, de leurs fermes, et des bâtiments, et pas du monde du travail. De plus, la noblesse terrienne était spécifiquement des aristocrates sans titre (c’est-à-dire qu’elle ne faisait pas partie de la pairie). Par exemple, ceux qui avaient reçu des baronnies, des comtés, des duchés étaient plus élevés que l’aristocratie terrienne sur l’échelle sociale et ne faisaient pas partie de cette classe.
La landed gentry au Royaume-Uni a toujours été un groupe amorphe, façonné et modifié avec le va-et-vient des tendances économiques au cours des cinq cents dernières années. Dans cet esprit, il est prudent de dire que la noblesse terrienne incluait traditionnellement plusieurs titres. Les écuyers (esquires), généralement les plus modestes de la landed gentry et, bien qu’ils n’aient pas besoin de travailler pour gagner leur vie, vivent souvent de revenus tirés de quelques fermes ou propriétés. Ensuite viennent les chevaliers, ils n'avaient pas à travailler et recevaient un revenu de la couronne en échange d'un service militaire ou d'une autre forme de service qui glorifiait la couronne. Le titre le plus élevé est celui de baronnet, et bien que son attribution inclue généralement quelques terres, il n’était souvent pas considéré comme faisant partie de la pairie depuis que le roi Jacques Ier d'Angleterre avait créé et vendu le titre au début du XVIIe siècle dans l’espoir de collecter des fonds.

### Liste des baronnies
- Baronnies d'Angleterre
- Baronnies d'Écosse
- Baronnies de Grande-Bretagne
- Baronnies d'Irlande
- Baronnies du Royaume-Uni

### Titres de gentry
Dans l'ordre décroissant :
| Titres                          | Prédicats | Appellation           | Transmission |
| ------------------------------- | --------- | --------------------- | ------------ |
| Baronnet [en anglais : Baronet] | Sir       | Sir John Smith, Bart. | Héréditaire  |
| Chevalier [en anglais : Knight] | Sir       | Sir John Smith, Kt.   | Personnel    |
| Ecuyer [en anglais : Esquire]   | Mister    | Mr. John Smith, Esq.  | Héréditaire  |

Cette gentry se complexifie encore en distinguant la « county gentry » (1/3 des gentilshommes) et la « minor gentry » (2/3 des gentilshommes). Cette distinction s'effectue en fonction de la zone d'influence recouverte par le noble. Si elle s'étend à l'échelle du comté, on parle de gentry comtale (ou « county family »). Au contraire, si l'influence se limite à la localité, on parle de gentry mineure (ou « minor family »).